# (9904) Mauratombelli
(9904) Mauratombelli est un astéroïde de la ceinture principale.

## Description
(9904) Mauratombelli est un astéroïde de la ceinture principale. Il fut découvert le 29 juillet 1997 à San Marcello Pistoiese par Andrea Boattini et Luciano Tesi. Il présente une orbite caractérisée par un demi-grand axe de 2,73 UA, une excentricité de 0,19 et une inclinaison de 8,5° par rapport à l'écliptique.

## Compléments